# Genicanthus semifasciatus
Genicanthus semifasciatus é uma espécie de peixe da família Pomacanthidae.